# Нивнянское сельское поселение
Нивня́нское сельское поселение — муниципальное образование в восточной части Суражского района Брянской области. Административный центр — село Нивное.
Образовано в результате проведения муниципальной реформы в 2005 году, путём слияния дореформенных Нивнянского и Новодроковского сельсоветов.

## Население
| 2010  | 2011  | 2012  | 2013  | 2014  | 2015  | 2016  | 2017  | 2018  |
| ----- | ----- | ----- | ----- | ----- | ----- | ----- | ----- | ----- |
| 1727  | ↗1729 | ↘1637 | ↘1568 | ↘1522 | ↘1511 | ↘1477 | ↘1453 | ↘1426 |
| 2019  | 2020  | 2021  |       |       |       |       |       |       |
| ↘1421 | ↗1426 | ↘1360 |       |       |       |       |       |       |

## Населённые пункты
| №  | Населённый пункт | Тип     | Население |
| -- | ---------------- | ------- | --------- |
| 1  | Александровский  | посёлок | →8        |
| 2  | Высокоселище     | село    | ↘314      |
| 3  | Вьюнное          | посёлок | →14       |
| 4  | Гордый           | посёлок | ↘1        |
| 5  | Ковалевщина      | посёлок | ↘12       |
| 6  | Красная Поляна   | посёлок | →0        |
| 7  | Красное          | деревня | ↘21       |
| 8  | Кромово          | село    | ↘69       |
| 9  | Нивное           | село    | ↘761      |
| 10 | Новый Дроков     | село    | ↘274      |
| 11 | Старый Дроков    | деревня | ↘54       |
| 12 | Теплый           | посёлок | ↘8        |
| 13 | Федоровка        | деревня | →25       |
| 14 | Ясная Поляна     | посёлок | ↘7        |

## Экономика
- СПК «Новая жизнь»
- 4 крестьянско-фермерских хозяйства

Социально-культурные объекты:
МБОУ "Нивнянская СОШ", 
МБОУ "Ново-Дроковская СОШ", 
МБОУ "Высокоселищанская ООШ", 
Нивнянский поселенческий центральный Дом культуры, 
Ново-Дроковский сельский Дом культуры, 
Высокоселищанский сельский Дом культуры, 
Кромовский сельский клуб, 
Нивнянская поселенческая центральная больница, 
Высокоселищанская библиотека, 
Ново-Дроковская библиотека, 
ГУ «Дом-интернат», Нивнянское отделение связи, 
Ново-Дроковское отделение связи, 
отделение Сбербанка, 
детский сад «Нивное».

## Достопримечательности
- Семейный склеп, в котором захоронен русский учёный и изобретатель Константинов Константин Иванович (1818—1871) Настоящим отцом Константина Ивановича Константинова был Великий князь, цесаревич Константин Павлович — младший брат Российского императора Александра I и наместник в Царстве Польском, матерью — французская актриса Клара-Анна де Лоран. При рождении мальчик был наречён Константином Константиновичем Константиновым.[источник не указан 113 дней]
- Церковь Рождества Пресвятой Богородицы (построена в конце XIX века, не действует)[источник не указан 113 дней]

## Известные уроженцы и жители
Фролов Александр Васильевич (2 сентября 1952 года, село Нивное, Брянская область, СССР) — российский государственный деятель, гидрометеоролог, директор Гидрометцентра России (1999—2001), руководитель Федеральной службы по гидрометеорологии и мониторингу окружающей среды (Росгидромет) (2010—2017), действительный государственный советник Российской Федерации 1 класса (2012). Заслуженный метеоролог Российской Федерации.